# المعرفة (مجلة مصرية 1931)
مجلة المعرفة هي مجلة عربية صدرت في مصر بين عامي 1931 و1934. وقد أصدرها رئيس التحرير عبد العزيز الإسلامبولي لمدة ثلاث سنوات وبمجموع ثلاثين عددًا. تذكر المقدمة أن هذه المجلة الشهرية ذات توجه صوفي وتهدف إلى توعية القراء علميًّا وثقافيًّا. ولم تقتصر على تناول الفن والثقافة والأدب فحسب، بل نشرت المعرفة العلمية وناقشتها. وبحسب المحرر الإسلامبولي فإن الأخلاق والحكمة الصوفية ليست أولوية، ولكنهم يأخذوها في الاعتبار.

## روابط خارجية
- النسخة الإلكترونية: المعرفة
- لمزيد من المعلومات: www.translatio.uni-bonn.de
- الإصدارات الرقمية: Arabische، persische und osmanisch-türkischeperiodika